# 尾藤景綱
尾藤 景綱（びとう かげつな）は、鎌倉時代中期の武士。北条氏得宗家被官である御内人。『吾妻鏡』では左近将監の官職名で登場することが多いが、所々で右近将監とも記載されている。

## 人物
建暦3年（1213年）5月、和田合戦の起きる頃から北条泰時に近侍した。承久3年（1221年）6月の承久の乱では泰時勢の一人として上洛する。貞応3年（1224年）の伊賀氏事件鎮圧にも関与した。景綱の妻が泰時の次男北条時実の乳母を務めた事も追い風となり、鎌倉幕府内において地位を確立し、貞応3年（1224年）閏7月29日に内管領の前身ともいえる役職、家令が新設されるとその初代に任じられる。
『吾妻鏡』の記述によれば、この時既に泰時の邸宅の敷地の内に住居を構えていたとされる。また泰時の後見人を務めていたようである。同じく泰時の側近として台頭した平盛綱や諏訪盛重らと共に、朝廷との折衝、御家人の統制に貢献。条例の制定、義時追福の伽藍建立など、様々な行事の奉行を務める他、多くの取次ぎをこなし、泰時の懐刀として縦横に活躍した。
泰時の次男で、妻が乳母を務めた時実が嘉禄3年6月18日（1227年8月1日）に近習の高橋二郎に殺害されると、景綱は即日出家したが、なおも幕政に参画して重きをなした。安貞元年（1228年）と寛喜2年（1230年）には、鎌倉で発生した騒動を諏訪盛重と共に鎮定し、貞永元年（1232年）、和賀江島が完成すると盛重と共に巡検を行った。天福2年（1234年）8月21日、家令を辞任し平盛綱にその職を譲った。翌22日病没。
景綱の功績により、尾藤氏は代々御内人の中でも、得宗家執事、内管領を出せる家系、寄合衆に入ることができる家系として繁栄した。